# Новгородский (посёлок)
Новгородский — поселок в Карачевском районе Брянской области в составе Песоченского сельского поселения.

## География
Находится в восточной части Брянской области на расстоянии приблизительно 9 км по прямой на север от районного центра города Карачев.

## История
Упоминается с начала XX века, в середине века работал колхоз «Пламя».

## Население
| 2010 | 2013 |
| ---- | ---- |
| 156  | ↘150 |

Численность населения: 134 человека (1926 год), 196 в 2002 году (русские 96 %), 156 в 2010.